# Anua indiscriminata
Anua indiscriminata är en fjärilsart som beskrevs av George Francis Hampson 1893. Anua indiscriminata ingår i släktet Anua och familjen nattflyn. Inga underarter finns listade i Catalogue of Life.

## Bildgalleri

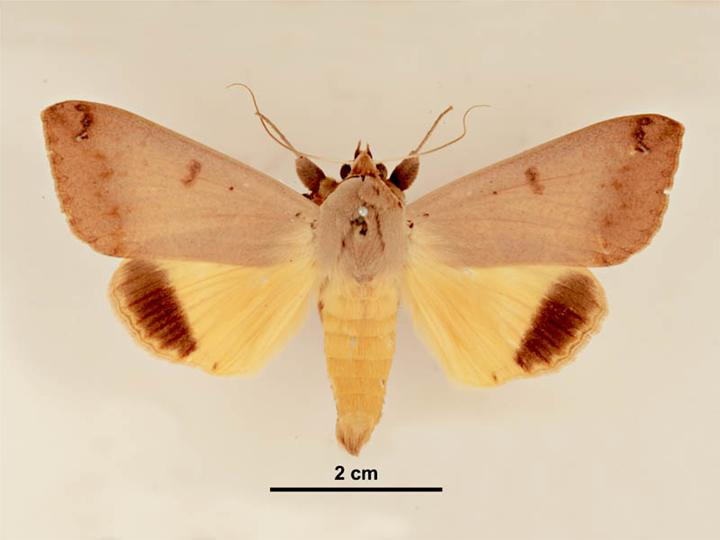
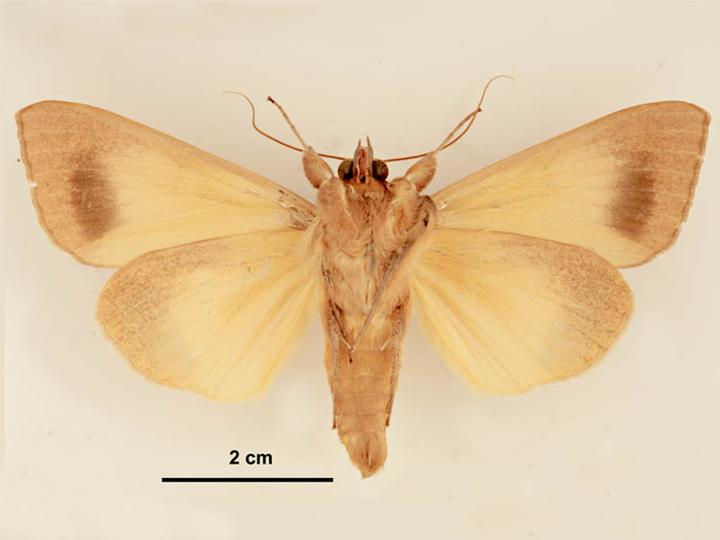
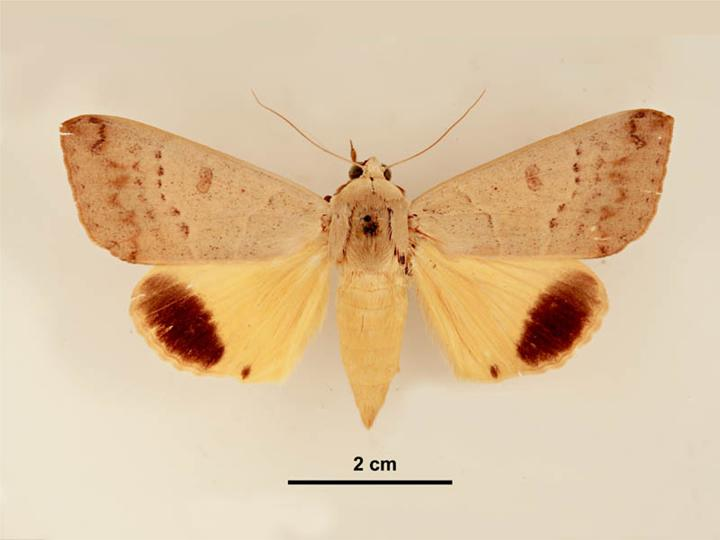
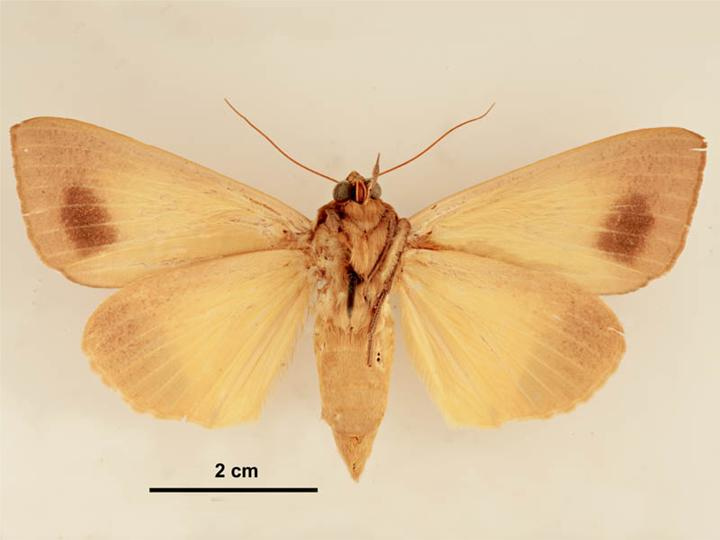
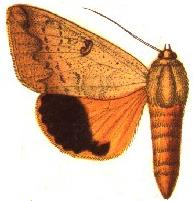